# Indorouchera
Indorouchera là một chi thực vật có hoa trong họ Linaceae.

## Loài
Chi Indorouchera gồm các loài: